# منتخب سريلانكا لكرة القدم
منتخب سريلانكا لكرة القدم (بالسنهالية: ශ්‍රී ලංකා පාපන්දු කණ්ඩායම) هو المنتخب الوطني لجمهورية سريلانكا ويمثلها في لعبة كرة القدم. بينما تعتبر لعبة الكريكت الرياضة الأكثر شعبية في سريلانكا، تبقى كرة القدم رياضة ثانوية في البلاد. صحيح أن منتخبها الوطني فاز بلقب بطولة اتحاد جنوب آسيا عام 1995، لكن سجلها على المستوى القاري يبقى هزيلاً إلى أبعد الحدود. إذ لم يسبق لسريلانكا أن تأهلت إلى نهائيات كأس الأمم الآسيوية لكرة القدم، كما لم تتمكن منذ عام 1994 من تخطي عقبة الدور الأول من تصفيات كأس العالم لكرة القدم.

## وصلات خارجية
- قائمة بيانات المنتخب من الموقع الرسمي للفيفا باللغة العربية